# Magdalena Pawłowska
Magdalena Pawłowska (11 de febrero de 1994) es una deportista polaca que compite en esgrima, especialista en la modalidad de espada. Ganó dos medallas en el Campeonato Mundial de Esgrima, en los años 2022 y 2023, en la prueba por equipos.

## Palmarés internacional
| Campeonato Mundial | Campeonato Mundial | Campeonato Mundial | Campeonato Mundial |
| Año                | Lugar              | Medalla            | Prueba             |
| ------------------ | ------------------ | ------------------ | ------------------ |
| 2022               | El Cairo (Egipto)  | Medalla de bronce  | Espada por equipos |
| 2023               | Milán (Italia)     | Medalla de oro     | Espada por equipos |